# Wykładnia historyczna
Wykładnia historyczna (genetyczna) - nakazuje przyjąć takie rozumienie interpretowanego tekstu prawnego, jakie wynika z toku ewolucji danej instytucji/regulacji prawnej w czasie.